# Kama (životinja)
Kama (Vulpes chama) je vrsta lisice iz porodice pasa raširena na prostorima južne Afrike. Zovu ju još "kapska lisica", "kama lisica" kao i "lisica srebrnih leđa".

## Opis
Ova lisica ima crno do srebrno-sivo krzno s laganim žućkastim odsjajem na bokovima i trbušnoj strani. Vrh repa je uvijek crn. Od vrha njuške do početka repa je dugačka od 45 do 61 cm, rep joj je dug 30-40 cm. U ramenima je visoka 28-33 cm a teži između 3,6 do 5 kg.

### Životni prostor
Kama lisica živi u jožnoj Africi, od Zimbabvea do Angole. Zadržava se pretežno na prostorima otvorene savane i polupustinja.

### Način života
To je životinja koja je aktivna pretežno noću. Lovi u savanama i stepama, najčešće pojedinačno, ali ju se u lovačkim pohodima može sresti i u paru. Kao većina lisica, i ova je svežder. Hrani se malim sisavcima, gmazovima i strvinom, te voćem i kukcima.
Kama postaje spolno zrela s devet mjeseci, a životni vijek joj iznosi 10 godina.

## Vanjske poveznice

### Ostali projekti
|  | Wikivrste imaju podatke o taksonu Vulpes chama |